# Guaramirim
Guaramirim – miasto i gmina w Brazylii, w stanie Santa Catarina. Znajduje się w mezoregionie Norte Catarinense i mikroregionie JoinvilleItajaí.